# شبكة الماء
شبكة الماء (الاسم العلمي: Hydrodictyon)، هي أصنوفة من طحالب المياه العذبة الخضراء تتبع فصيلة شبكات الماء. تعمل شبكة الماء بشكل جيد في تنظيف مياه فرط المغذيات، وقد أصبحت مصدر إزعاج في نيوزيلندا، حيث أُدخلت مؤخرًا هناك. يأتي اسم شبكة الماء من البنية الشبكية (عادًة ما تكون خماسية الأضلاع أو سداسية الأضلاع) لمستعمراتها، والتي يمكن أن تمتد عدة ديسيمترات.